# Batalla de Castiglione
La batalla de Castiglione fue una batalla al norte de Italia del Ejército francés al mando del general Napoleón Bonaparte que atacó a un ejército austriaco liderado por el Feldzeugmeister Dagobert Sigmund von Wurmser el 5 de agosto de 1796. Los austriacos, superados en número, fueron derrotados y obligados a retroceder a lo largo de una línea de colinas hasta el cruce del río en Borghetto, donde se retiraron más allá del río Mincio. Esta batalla fue una de las cuatro más famosas victorias obtenidas por Bonaparte durante la Campañas italianas de las guerras revolucionarias francesas, que formaron parte de las Guerras Revolucionarias Francesas. Las otras fueron Bassano, Arcole y Rivoli.
Castiglione fue el primer intento del ejército austríaco de romper el asedio francés de Mantua (1796-1797), que era la principal fortaleza austríaca en el norte de Italia. Para lograr este objetivo, Wurmser planeó liderar cuatro columnas convergentes contra los franceses. Tuvo éxito en la medida en que Bonaparte levantó el asedio para disponer de mano de obra suficiente para hacer frente a la amenaza. Pero su habilidad y la velocidad de marcha de sus tropas permitieron al comandante del ejército francés mantener separadas las columnas austríacas y derrotar a cada una de ellas en detalle durante un período de aproximadamente una semana. Aunque el ataque final por el flanco se realizó prematuramente, resultó en una victoria.

## Antecedentes
Después de ser derrotado en las batallas de Fombio, Lodi y Borghetto por Bonaparte, el ejército austríaco bajo el mando de Feldzeugmeister Johann Peter Beaulieu dejó casi 14.000 soldados en la fortaleza de Mantua y se retiró al norte hacia Trento. Mantua fue una de las cuatro famosas fortalezas conocidas como el Cuadrilátero. El ejército francés ocupó los otros tres, Legnago, Verona y Peschiera.
El 31 de mayo, Bonaparte intentó apoderarse de Mantua, pero el intento fracasó. El 3 de junio, el ejército francés invadió el lugar, que estaba defendido por la guarnición austríaca de Joseph Franz Canto d'Irles y 316 cañones. En junio, el ejército de Bonaparte obligó a los Estados Pontificios, Toscana, Parma y Módena a hacer la paz, extorsionando con grandes contribuciones. Al tomar piezas de artillería de las ciudades sometidas, el general francés reunió unos 179 cañones listos para utilizarse en el asedio de Mantua. El asedio formal comenzó el 4 de julio.
Bonaparte colocó a sus 46.000 soldados para proteger el asedio de Mantua. Pierre François Sauret controló Brescia y el lado occidental del Lago de Garda. André Masséna protegió los accesos del norte con la mayor parte de su fuerza en el valle superior del río Adige en el lado este del lago de Garda. Masséna también guarneció Verona. Pierre Augereau cubría el bajo Adige a ambos lados de Legnago. Jean-Mathieu-Philibert Sérurier dirigió la fuerza que asediaba Mantua. Hyacinthe Despinoy tenía una semibrigada en Peschiera, otra con Masséna y más tropas en marcha. La reserva de caballería de Charles Edward Jennings de Kilmaine se encontraba en Villafranca di Verona, al suroeste de Verona.
Wurmser ideó un plan de ataque de cuatro columnas. Mantuvo el control directo sobre las dos columnas centrales. Al frente de la (segunda) columna del centro-derecha, Michael von Melas atacó hacia el sur con 14.000 soldados por la orilla occidental del Adige. Paul Davidovich dirigió a los 10.000 hombres de la columna del centro-izquierda (3.ª) por la orilla este. Operando al oeste del lago de Garda, Peter Quasdanovich comandaba los 18.000 hombres de la columna derecha (1.ª). Johann Mészáros von Szoboszló estaba en Vicenza, con los 5.000 soldados de la (4ª) Columna Izquierda. Sus órdenes eran ocupar Verona y Legnago tan pronto como los franceses evacuaran las dos ciudades.

### Operaciones
A finales de julio, el ejército austríaco avanzó desde Trento. Las dos columnas centrales de Wurmser derrotaron a Masséna en el difícil y accidentado terreno cerca de Rivoli Veronese el 29 de julio. Con una pérdida de 800 hombres, los austriacos causaron 1.200 muertos y heridos, y capturaron 1.600 hombres y nueve cañones. Una de las brigadas de Quasdanovich expulsó a los hombres de Sauret de Salò en el lago de Garda. Una segunda brigada austríaca empujó a una fuerza francesa fuera de Gavardo. El 30 de julio, las otras dos brigadas de Quasdanovich sorprendieron y capturaron Brescia. Augereau retrocedió hacia Mantua. Masséna se retiró al extremo sur del lago de Garda.
El 31 de julio, Bonaparte se retiró a la orilla occidental del Mincio y comenzó a concentrarse contra Quasdanovich. Esa noche, Napoleón ordenó a Sérurier que levantara el asedio de Mantua. Del 31 de julio al 2 de agosto se desarrolló una compleja serie de operaciones en la zona de Brescia, Montichiari, Gavardo, Lonato del Garda y Salò. Bonaparte concentró Augereau, Masséna, Despinoy y Kilmaine y recuperó Brescia el 1 de agosto, despejando su línea de suministro hacia el oeste. Mientras tanto, Wurmser envió una fuerza al mando del General mayor (GM) Adam Bajalics von Bajahaza para sitiar Peschiera. Sus columnas centrales llegaron a Mantua, donde dedicaron un tiempo a demoler las líneas de asedio francesas y arrastrar los cañones de asedio abandonados a la ciudad. Bonaparte estuvo a punto de ordenar una retirada hacia el oeste, pero cuando se dio cuenta de que Wurmser no estaba siguiendo rápidamente su éxito, decidió luchar. Mészáros finalmente ocupó Legnago el 1 de agosto .[cita requerida]
El 2 de agosto, la vanguardia de 4.000 hombres de Wurmser al mando del GM Anton Lipthay de Kisfalud expulsó a la brigada del General de Brigada (BG) Antoine Valette de Castiglione. Al día siguiente, Augereau atacó Lipthay con 11.000 soldados. En una amarga lucha, los franceses obligaron a Lipthay a regresar a Solferino, donde fue reforzado por Davidovich. Finalmente, Wurmser llegó con todo su ejército de campaña y detuvo el avance de Augereau. Los austriacos sufrieron 1.000 bajas y el GM Franz Nicoletti resultó herido. Las pérdidas francesas pueden haber superado los 1.000 hombres, incluido el BG Martial Beyrand muerto. En ese momento, las fuerzas de Wurmser y Quasdanovich estaban separadas por unos ocho kilómetros. El 3 de agosto, los franceses infligieron derrotas devastadoras a la columna derecha austríaca en la Batalla de Lonato. Quasdanovich finalmente ordenó una retirada hacia el norte. Al enviar a Sauret para observar la retirada de la Columna Derecha, Bonaparte ahora se concentró contra Wurmser.
El 4 de agosto ambos ejércitos se enfrentaron. Wurmser hizo arreglos para que Bajalics le enviara un refuerzo de cuatro batallones al mando de Oberst Franz Weidenfeld. También ordenó a Mészáros que impidiera que Sérurier se uniera a Bonaparte. Ese día, los franceses capturaron a 2.000 austriacos de la columna de Quasdanovich en Lonato.

## Batalla

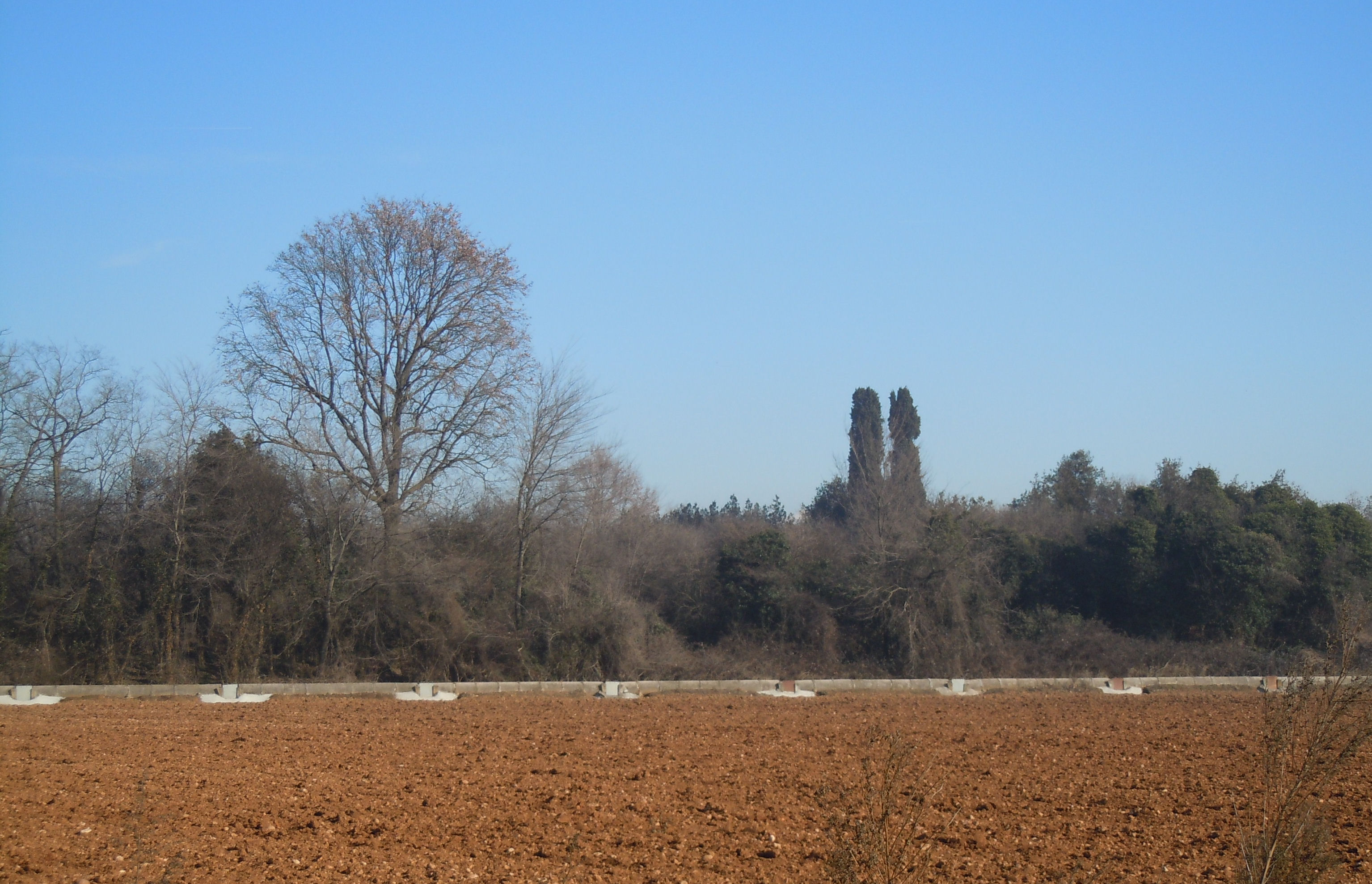
Monte Medolano

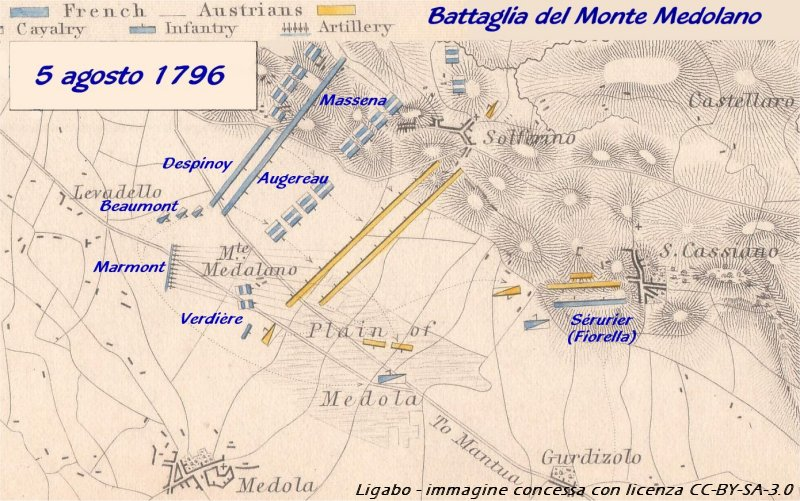
Posición de ambos bandos en la batalla de Monte Medolano 1796

El 5 de agosto, Wurmser había concentrado 20.000 soldados en Castiglione, incluida la brigada de GM Josef Philipp Vukassovich de la guarnición de Mantua. Reuniendo su ejército en dos líneas, ancló su flanco derecho en un terreno elevado cerca del pueblo y el castillo de Solferino. La izquierda austríaca controlaba Monte Medolano, una pequeña colina coronada por un reducto y algunos cañones pesados. Las fuerzas de Bonaparte habían aumentado a 22.500 en las divisiones de Masséna y Augereau. Esperaba recibir refuerzos de Despinoy durante el día. Mientras inmovilizaba a Wurmser con un ataque frontal, el comandante del ejército francés dispuso que 5.000 hombres de la división de Sérurier aplastaran la retaguardia izquierda austríaca. Cuando las líneas austriacas se doblaron en forma de V, Bonaparte rompería la bisagra del frente enemigo con un asalto a Monte Medolano, dirigido por el general Verdier. Durante En esta batalla, Napoleón experimentó la famosa "maniobra sobre los traseros" que se convertirá en la clave del éxito futuro.
Para atraer aún más a Wurmser a su trampa, Bonaparte ordenó a Masséna y Augereau que se retiraran. Cuando de repente hizo retroceder a las dos divisiones, los austriacos lo siguieron amablemente. Las tropas de Sérurier, comandadas ese día por el general de brigada Pascal Antoine Fiorella, aparecieron entonces, encabezadas por el 5º de Dragones. Wurmser cambió su segunda línea para contener esta amenaza en su retaguardia. El austriaco también rápidamente retiró su primera línea. En ese momento, Bonaparte lanzó su "masa de ruptura" contra Monte Medolano. Chef de battalion Auguste Marmont galopó con su artillería a caballo hasta quemarropa y abrió fuego. Luego, los granaderos irrumpieron en la colina. Mientras Masséna y Augereau atacaban al frente, dos de las semibrigadas de Despinoy lideradas por Chef de Brigade Charles Leclerc llegaron y capturaron a Solferino. Después de duros combates, Wurmser ordenó una retirada para evitar ser envuelto. La fuerza de Weidenfeld llegó a tiempo para ayudar a defenderse de un intento de Masséna de rodear el flanco derecho austríaco. Cubiertos por alguna caballería liderada por GM Anton Schübirz von Chobinin, los austriacos lograron retirarse a través del Mincio en Borghetto esa noche.

## Consecuencias
En la batalla, los austriacos sufrieron 2.000 muertos y heridos, además de 1.000 hombres y 20 cañones capturados. Los franceses probablemente perdieron entre 1.100 y 1.500 hombres. Lipthay resultó gravemente herido. Decidido a no permitir que Wurmser permaneciera cerca de Mantua, Bonaparte hizo una finta con la división de Augereau contra Borghetto. Pero el verdadero ataque lo lanzó Masséna a través de Peschiera. Este esfuerzo hizo retroceder a Bajalics y al GM Anton Ferdinand Mittrowsky. Su línea de comunicación con el Condado de Tirol estaba amenazada, Wurmser ordenó una retirada hacia el norte.
Antes de abandonar la zona, el comandante austriaco reforzó Mantua con dos brigadas al mando del GM Ferdinand Minckwitz y el GM Leberecht Spiegel, envió alimentos muy necesarios y evacuó a los enfermos. Luego, Wurmser se retiró por la orilla este del Adige hasta Trento. Bonaparte volvió a invadir Mantua. Pero, sin armas de asedio, sólo podía bloquear el lugar y esperar matarlo de hambre para que se rindiera. En la campaña, los franceses perdieron 6.000 muertos y heridos, además de 4.000 hombres y su tren de asedio capturados. Las bajas austriacas totales ascendieron a 16.700.

## Comentario
El historiador David G. Chandler escribe: 
La forma de la batalla demuestra más allá de toda duda que el plan maestro de batalla de Napoleón ya estaba claro en su mente ya en 1796. En los años siguientes podría pulir y mejorar su técnica. especialmente la cuestión crucial de cronometrar las etapas sucesivas, sino todos los elementos de los ataques exitosos llevados a cabo en Austerlitz, Friedland o  Bautzen ya existían y estaban en funcionamiento en la batalla de Castiglione.

## En la cultura popular
La Batalla de Castiglione es presenciada por los personajes principales de la divertida película de fantasía Time Bandits (1981) en una primera parte de la película.